# Císařka (usedlost na Smíchově)
Císařka je zaniklá usedlost v Praze 5-Smíchově, která stála mezi ulicemi Spiritka a Podbělohorská.

## Historie
Původní vinice v místech Císařky byla nazývána Karmazínka a Zlatá ovce. Roku 1673 vlastnil vinici se stavením císařský malostranský rychtář Ferdinand Lederer. Název „Císařka“ je poprvé doložen roku 1744.
V polovině 18. století již vinice představovala pouze desetinu výměru pozemků, k menší usedlosti s hospodářskými budovami náležely z velké části polnosti. Roku 1840 za vlastnictví Matěje Novotného tvořily dvůr hospodářské budovy a jedna obytná. Ve 30. letech 20. století měl Císařku v majetku Leopold Sachs.
Zánik
Roku 1938 byla z velké části demolována, polorozbořené chlévy se doslaly po roce 1945 do správy podniku Sady, lesy, zahradnictví. Poslední malý domek zanikl při výstavbě bytového komplexu kolem roku 2007.